# The Eras Tour
The Eras Tour var en världsturné av den amerikanska sångerskan Taylor Swift. Turnén syftade till att fira och framföra musik från alla olika "eras" (perioder) av Swifts karriär, från debutalbumet till de senaste verken.

## Bakgrund
The Eras Tour tillkännagavs officiellt av Taylor Swift den 1 november 2022, efter att albumet "Midnights" släppts. Turnén beskrevs av Swift som en resa genom alla musikaliska epoker av hennes karriär, vilket inkluderar både studioalbum och nyinspelningar av tidigare verk. 

## Turnédatum och platser
Turnén inleddes den 17 mars 2023 i Glendale, Arizona, USA och avslutades den 8 december 2024 i Vancouver, Kanada. Den 17, 18, och 19 maj 2024 nådde turnén Friends Arena i Stockholm och slog publikrekord, totalt såg 178 679 personer The Eras Tour på Friends Arena. 

## Produktion
Scenografin för turnén var mycket påkostad med en massiv LED-skärm, avancerad ljusshow och specialeffekter som fyrverkerier och pyroteknik. Taylor Swift bar flera olika kostymer under varje konsert, som var och en representerade en specifik era i hennes karriär. 

## Mottagande
The Eras Tour har mottagit överväldigande positiv kritik från musikkritiker. Rolling Stone skrev om turnén "Det finns ingenting i historien att jämföra detta med. Detta är hennes bästa turné någonsin, med en absurd marginal." 
Ekonomiskt var turnén extremt framgångsrik, med flera utsålda arenor och biljetter som sålde slut inom minuter. Enligt Forbes har turnén genererat mer än 300 miljoner dollar i biljettintäkter under det första året. 